# Кріогенний Комплекс КНУ ім. Т. Шевченка
Кріогенний комплекс, створений у 1975 р., є загальноуніверситетським підрозділом, підпорядкованим ректорові університету (науково-методичне керівництво здійснює радіофізичний факультет), який забезпечує навчальний та науковий процеси університету зрідженими азотом, гелієм, та іншими скрапленими газами та газоподібними речовинами. Крім того, у лабораторіях кріогенного комплексу проводяться науково-дослідні роботи з вивчення спектральних характеристик низькотемпературного доменного резонансу в магнітовпорядкованих матеріалах, дослідження явищ низькотемпературної магнітної левітації та впливу електромагнітного і магнітного полів на живі структури.

## Історія створення
Біля витоків створення кріогенного комплексу стояли декан радіофізичного факультету Кондиленко І.І. та перший зав. каф. квантової радіофізики Дерюгін І.А. Тоді на базі механічної майстерні кафедри, якою керував Цимбаревич В.І., була запущена перша малопотужна установка зрідження азоту. Сучасний кріогенний комплекс був збудований в 1970-75 рр. разом з будівлею фізичного факультету, його становленням опікувалися Данилов В.В., Находкін М.Г., Третяк О.В.

## Працівники
Першим керівником Комплексу був Цимбаревич В.І., нині – Костенко В.І. 